# Shahrestān di Nur
Lo shahrestān di Nur (farsi شهرستان نور) è uno dei 20 shahrestān della provincia del Mazandaran, il capoluogo è Nur. Lo shahrestān è suddiviso in 3 circoscrizioni (bakhsh): 
- Centrale (بخش مرکزی), con le città di Nur, Izadshahr e Ruyan.
- Baladeh (بخش بلده), con la città di Baladeh.
- Chamestan (بخش چمستان), con la città di Chamestan.